# Балкански брдски коњ
Балкански брдски коњ или домаћи брдски коњ је ризично угрожена врста коња у Србији. У литератури се назива и домаћи брдски пони. Популација у Србији је била између 80 - 100 примерака 2008. године.

## Порекло
Припада аутохтоној раси која је потомак Тарпанског коња и пржеваљског коња, и највероватније је укрштан са Арапским коњима. 

## Изглед и особине
У питању је снажан коњ, отпоран на болести, задовољава се скромном исхраном, послушан, просечна висина гребена је 130 - 140 cm, обим груди 135 - 162 cm, и обим цеванице 16-18 cm. Телесна маса је око 300 - 400 kg. Најзаступљенији је  као дорат (црвена до браон боја са црном гривом и црним репом), мада може бити и алат (једнобојан риђ) или вранац (у потпуности црне длаке). 

## Узгајање
Брдски коњ се убраја у товарне животиње, мада се користи и као коњ за вучу и за јахање. Може да носи товар од 100 - 120 kg. 